# Bulbinella elata
Bulbinella elata är en grästrädsväxtart som beskrevs av Pauline Lesley Perry. Bulbinella elata ingår i släktet Bulbinella och familjen grästrädsväxter. Inga underarter finns listade i Catalogue of Life.